# 전쟁 위험 보험법

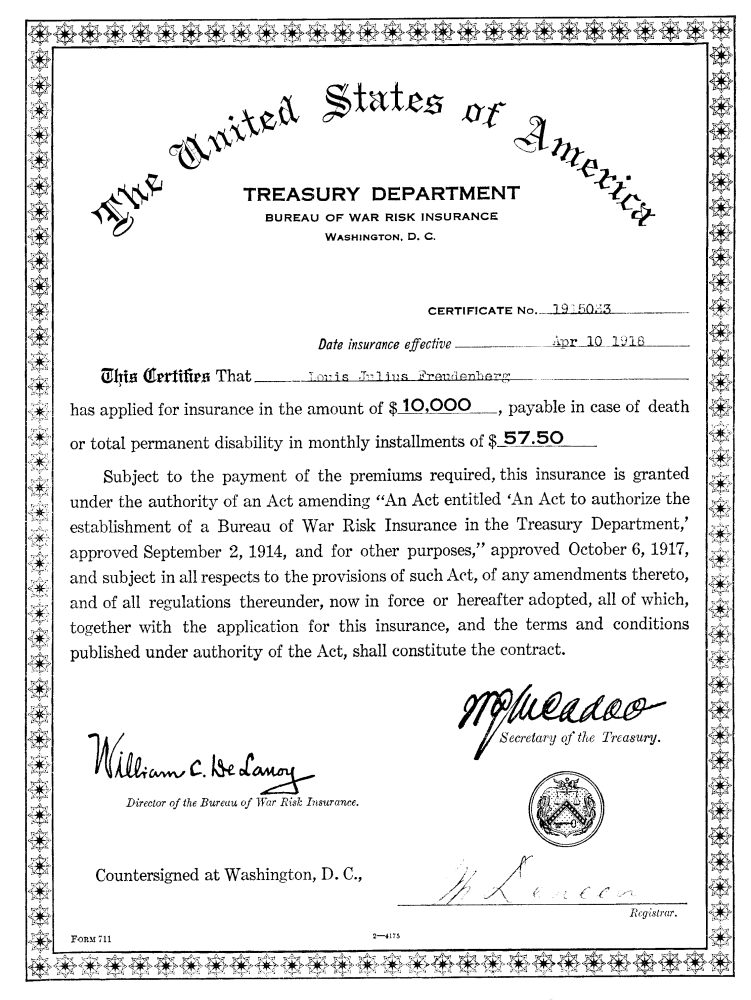

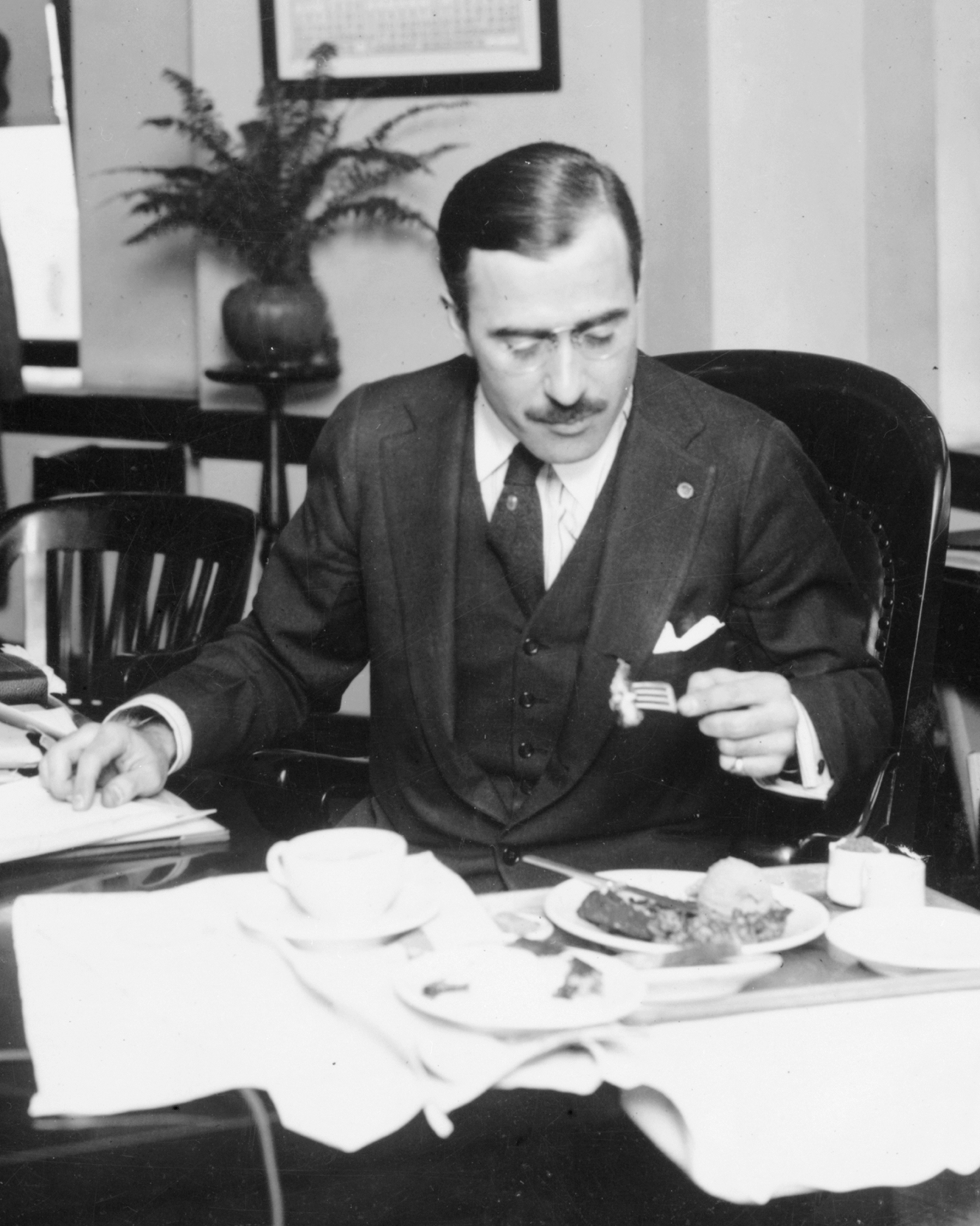
리처드 길더 촐멜리-존스, 전쟁 위험국 국장이 책상에서 점심을 먹고 있는 모습

전쟁 위험 보험법(영어: War Risk Insurance Act)은 제1차 세계 대전 중 선박과 개인에 대한 전쟁 위험 보험의 가용성을 보장하기 위해 1914년 미국 의회에서 통과된 법안이다. 이 법은 미국 재무부 내에 전쟁 위험 보험국을 설립하여 보험 정책을 제공하고 보험금을 지급하도록 했다. 1917년 10월 6일, 1917년 전쟁 위험 보험법은 미국 상선의 선원들에게 생명보험 보장을 제공하도록 보험 프로그램을 개정했다.
헨리 D. 린즐리는 1918년 12월부터 1920년 8월까지 국장을 역임했다. 그 뒤를 이어 R. A. 촐멜리-존스가 국장이 되었다.

## 1914년 법 및 관련 미국 의회 개정안
1914년 공법 및 전쟁 위험 보험법과 관련된 법률 개정에 대한 연대별 법안.
| 제정일           | 공법 번호       | 미국 성문법 인용 | 미국 의회 법안 | 미국 대통령 행정부 |
| ---------------- | --------------- | ---------------- | -------------- | ------------------ |
| 1914년 9월 2일   | P.L. 63-193     | 38 Stat. 711     | S. 6357        | 우드로 윌슨        |
| 1916년 8월 11일  | P.L. 64-209     | 39 Stat. 514     | H.R. 13224     | 우드로 윌슨        |
| 1917년 3월 3일   | P.L. 64-387     | 39 Stat. 1131    | H.R. 20082     | 우드로 윌슨        |
| 1917년 6월 12일  | P.L. 65-20      | 40 Stat. 102     | S. 2133        | 우드로 윌슨        |
| 1917년 10월 6일  | P.L. 65-90      | 40 Stat. 398     | H.R. 5723      | 우드로 윌슨        |
| 1918년 4월 2일   | Pub. Res. 65-27 | 40 Stat. 502     | S.J.Res. 133   | 우드로 윌슨        |
| 1918년 5월 20일  | P.L. 65-151     | 40 Stat. 555     | H.R. 11245     | 우드로 윌슨        |
| 1918년 6월 25일  | P.L. 65-175     | 40 Stat. 609     | S. 4482        | 우드로 윌슨        |
| 1918년 7월 11일  | P.L. 65-195     | 40 Stat. 897     | H.R. 11048     | 우드로 윌슨        |
| 1919년 2월 25일  | P.L. 65-272     | 40 Stat. 1160    | H.R. 13273     | 우드로 윌슨        |
| 1921년 3월 4일   | P.L. 66-384     | 41 Stat. 1364    | H.R. 15894     | 우드로 윌슨        |
| 1921년 8월 9일   | P.L. 67-47      | 42 Stat. 147     | H.R. 6611      | 워런 하딩          |
| 1922년 9월 22일  | P.L. 67-361     | 42 Stat. 1038    | H.R. 10196     | 워런 하딩          |
| 1922년 12월 18일 | P.L. 67-370     | 42 Stat. 1064    | H.R. 8062      | 워런 하딩          |
| 1923년 3월 2일   | P.L. 67-460     | 42 Stat. 1374    | H.R. 10003     | 워런 하딩          |
| 1923년 3월 4일   | P.L. 67-542     | 42 Stat. 1521    | H.R. 14401     | 워런 하딩          |
| 1924년 6월 7일   | P.L. 68-242     | 43 Stat. 607     | S. 2257        | 캘빈 쿨리지        |